# ران ایتو
ران ایتو (水谷 蘭؛ زادهٔ ۱۳ ژانویهٔ ۱۹۵۵) بازیگر اهل ژاپن است. وی از سال ۱۹۷۲ میلادی تاکنون مشغول فعالیت بوده‌است.
از فیلم‌ها یا برنامه‌های تلویزیونی که وی در آن نقش داشته‌است می‌توان به تورا-سان، پدرخوانده، وقتی که پرده دعا فرو می‌ریزد اشاره کرد.